# クライング
「クライング」（Crying）は、ロイ・オービソンが1961年に発表した楽曲。全米第2位を記録。その後ドン・マクリーンがイギリスで1位を記録した。

## 解説
「クライング」は自身の実体験から生まれた作品で成就しなかった恋愛に「男だって泣きたいときはある。」というメッセージをこめた作品だが、前作「Running Scared」がバラードであり、次作にバラードを選ぶのに抵抗があったという。全米第2位を記録。レイ・チャールズの「旅立てジャック」に阻まれて第1位こそ逃したが、予想を超えるヒットとなった。
1987年にはk.d.ラングとのデュエット盤がACチャートで28位を記録した。
1981年にはドン・マクリーン盤で再ヒットしイギリスでは第1位を記録した。1978年のアルバム"Chain lightning"からのシングル・カットで「アメリカン・パイ」以来の大ヒットとなった。

## カバー・バージョン
- ボビー・ヴィントン - 1962年。
- レターメン - 1964年。
- デル・シャノン - 1964年のアルバム『Handy Man』に収録。
- フロイド・クレイマー - 1966年。
- ジェイとアメリカンズ - 1967年のシングル。全米25位。
- グレン・キャンベル - 1967年。
- リン・アンダーソン - 1968年のアルバム『Big Girls Don't Cry』に収録。
- B・J・トーマス - 1975年。
- ヴォンダ・シェパード - TVシリーズ『アリー my Love』のサウンドトラック・アルバム『Heart and Soul: New Songs from Ally McBeal』に収録。1999年発売。